# 대한근대5종연맹
대한근대5종연맹(大韓近代五種聯盟, Korea Modern Pentathlon Federation, KMPF)는 대한민국의 근대5종 종목 행정을 총괄하는 스포츠 행정 기구이다. 근대5종 종목을 보급하여 국민 체력 향상을 도모하고 우수한 경기인 양성, 관련단체 통할 지도로 국위선양과 대한민국 체육발전에 기여하기 위해 설립된 사단법인이다.

## 주요 사업
- 근대5종경기에 대한 기본방침의 결정
- 회원단체의 지도 및 지원
- 근대5종 경기대회의 개최 및 주관
- 근대5종 경기기술의 연구 및 향상

## 산하 단체
- 한국실업근대5종연맹
- 한국학생근대5종연맹

## 참고 문헌
- 〈대한근대5종연맹〉. 《네이버 기관단체사전》. 굿모닝미디어.
- “대한체육회 회원종목단체 경영공시”. 대한체육회.

## 같이 보기
- 근대5종